# Царичанская оросительная система
Царичанская оросительная система — мелиоративная система на территории Днепровского и Новомосковского районов (Днепропетровская область).

## История
Царичанская оросительная система была построена в 1982 году.

## География
Расположена в северной части Днепропетровской области — восточнее канала Днепр — Донбасс, в междуречье Прядовки и Чаплинки. Общая площадь орошаемых земель — 12,83 тыс. га. 
Поверхность мелиорированного массива слабоволнистая, расчленённая котловинами, балками, руслами временных водотоков. Почвенный покров представлен преимущественно чернозёмами обычными глубокими и выщелачиваемыми, сформированными на суглинках; в блюдцах степных — почвы слабозасоленные. Грунтовые воды залегают на глубине от 3-5 м в северо-восточной части орошаемого массива до 10-20 м и глубже в центральной и южной частях. Средняя минерализация воды 0,5-1,0 г/л, наибольшая — 3 г/л. Вода по химическому составу гидрокарбонатно-сульфатно-натриево-магниевая.
Источник питания системы — канал Днепр — Донбасс, вода с которого подаётся главной насосной станцией (западнее села Новоподкряж) в магистральный трубопровод длиной 10 км (2 нитки диаметром 1200 мм). Есть 4 водохранилища. Распределение воды в рамках системы осуществляется по закрытым межхозяйственным (длина 28,5 км) и внутрихозяйственным (длина 222 км) трубопроводам с помощью насосных станций, для орошения используются дождевальные машины. Для обеспечения оптимальных режимов орошения и улучшения мелиоративного состояния мелиорированного массива на площади 46,8 га сооружён горизонтальный дренаж. Дренажные и поверхностные воды отводятся по закрытой дренажно-коллекторной сети (длиной 23 км) в аккумулирующий пруд на реке Прядовка. Вдоль границ севооборота насажены лесополосы.